# Je t'aime mélancolie
Je t'aime mélancolie è un singolo della cantante francese Mylène Farmer, pubblicato il 19 novembre 1991 come terzo estratto dall'album L'Autre....

## Descrizione
Scartata l'idea di fare uscire come terzo singolo Pas de doute (che inizialmente avrebbe dovuto accompagnare un ulteriore cortometraggio di Libertine 3) è Je t'aime mélancolie, traccia dalle sonorità pop, ad essere messa in commercio. Nella canzone la Farmer improvvisa un rap francese probabilmente poco riuscito visto l'epoca. Il testo è una denuncia abbastanza umoristica alla stampa e ai giornalisti (poco docili nei confronti della rossa). Il videoclip, girato da Boutonnat, mostra Mylène su un ring in lotta contro un pugile (che potrebbe rappresentare la lotta tra l'artista e la critica o la lotta tra i due sessi).
Il singolo venderà quasi 300.000+ copie (poco meno del precedente estratto), raggiungerà la terza posizione della classifica e sarà certificato disco d'argento.

## Cover
- Valli (1998)
- Biba Binoche (2003)